# 列姆博洛夫斯科耶湖

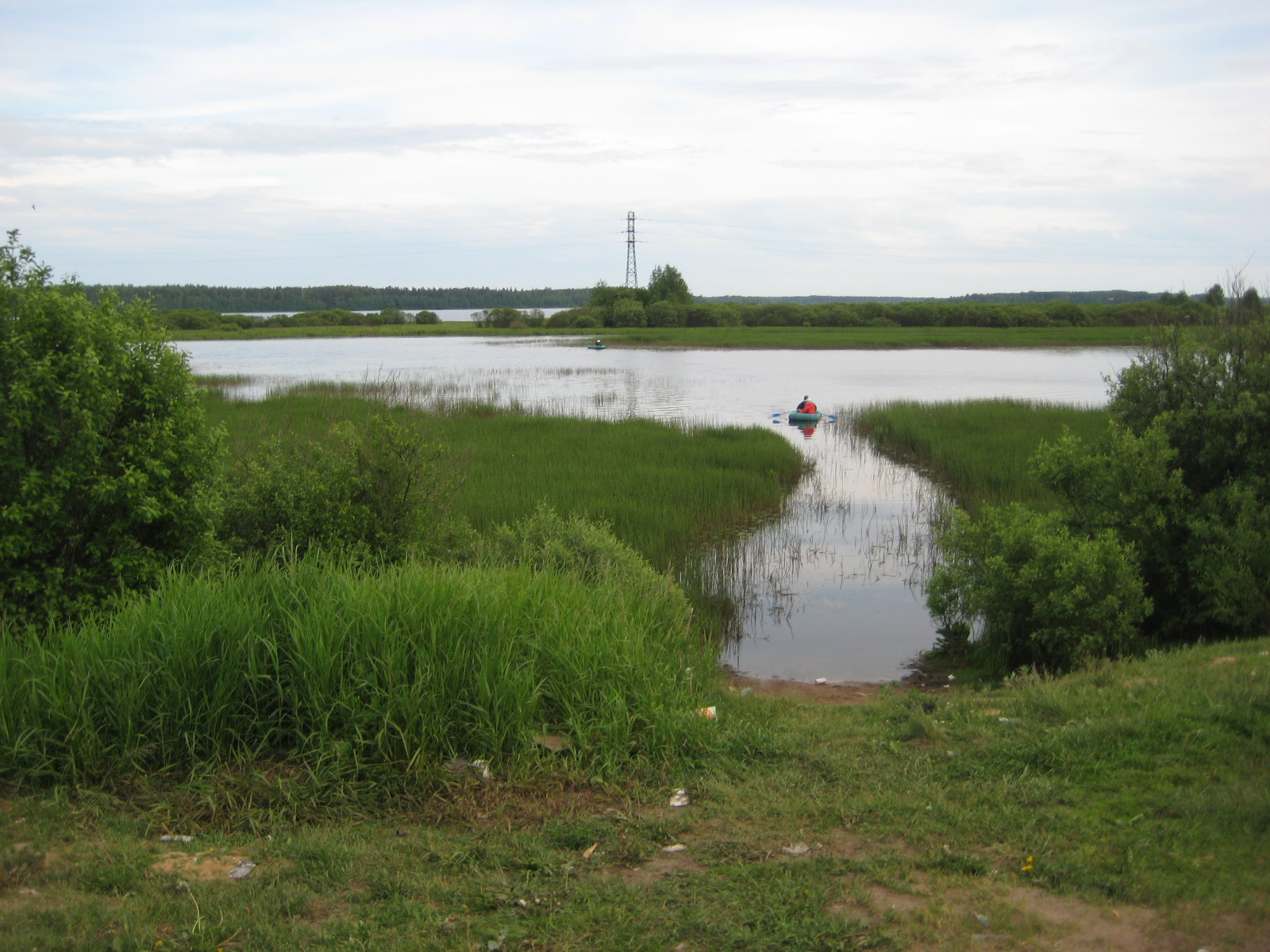

60°21′0″N 30°18′30″E / 60.35000°N 30.30833°E
列姆博洛夫斯科耶湖（俄语：Лемболовское озеро），是俄羅斯的湖泊，位於該國西北部，由列寧格勒州負責管轄，長9.7公里、寬2公里，面積12.5平方公里，海拔高度49米，最大水深8.3米。